# Beet midrasj

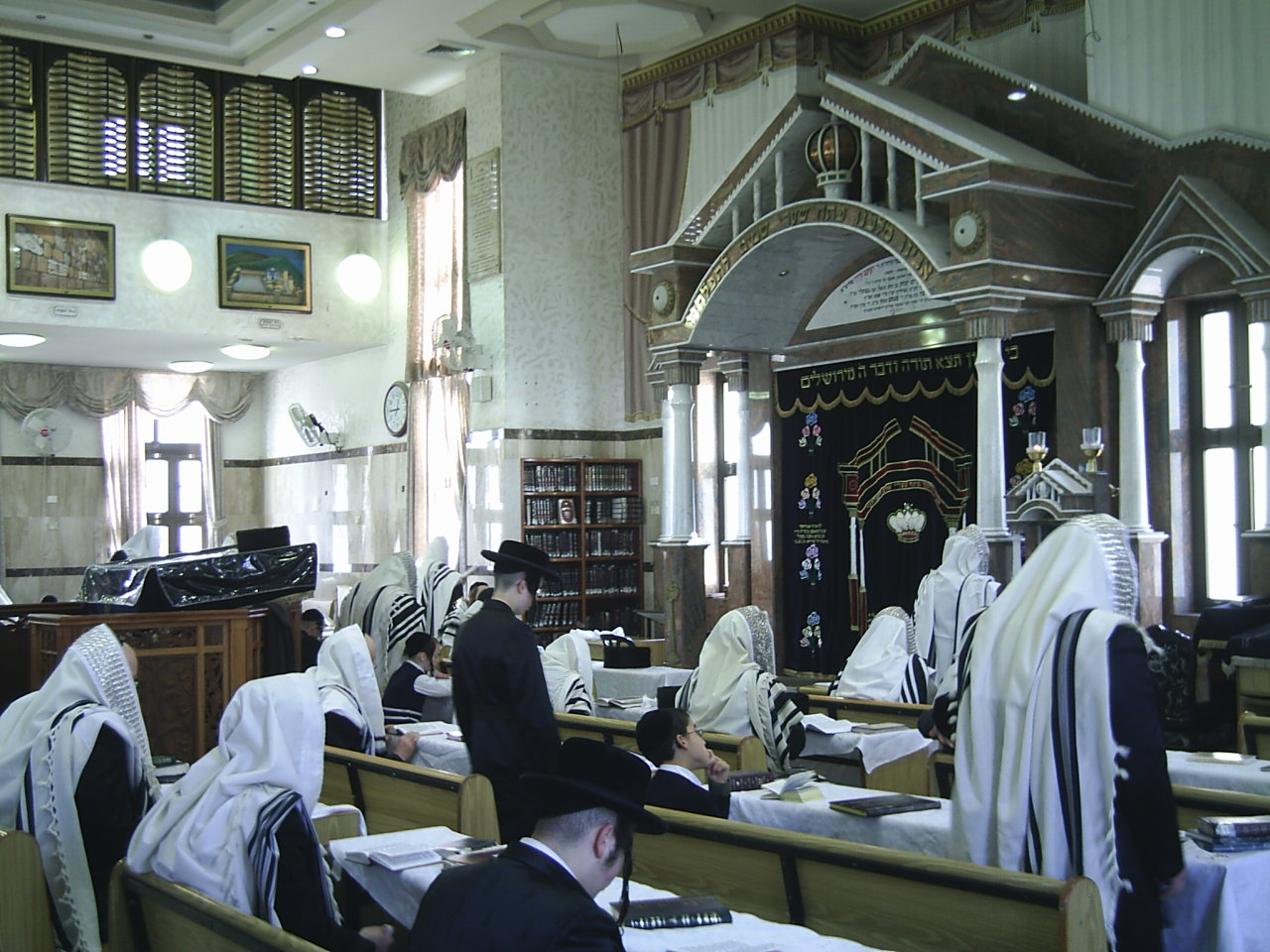
Sjachariet in beet midrasj Vajoel Moshe van Satmar te Jeruzalem

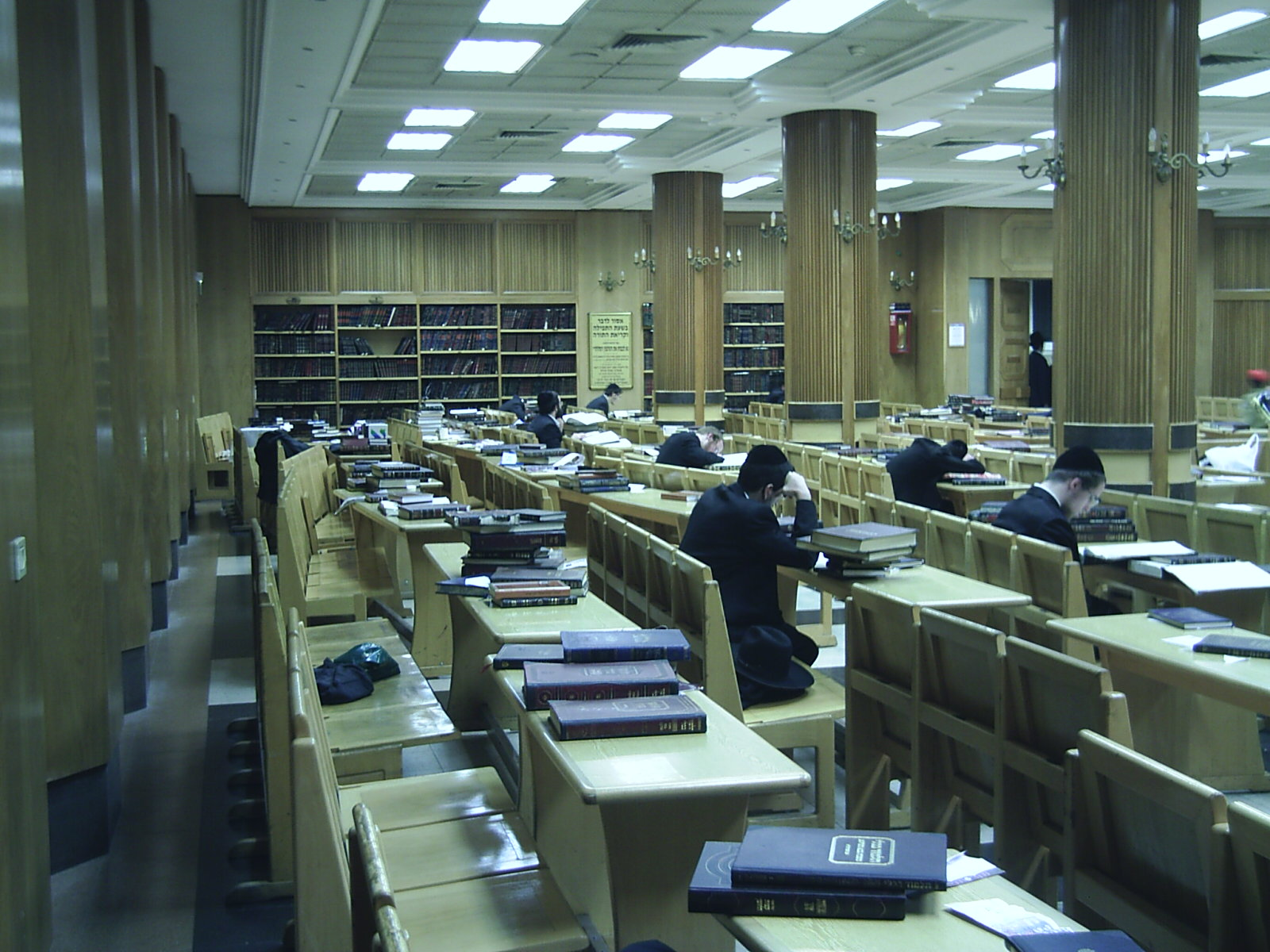
'Klein' beet medrasj in Belzer hoofdsynagoge tijdens Poerim 5766.

Een beet midrasj (Hebreeuws: בית מדרש, letterlijke betekenis: leerhuis), is een ruimte die als studiezaal gebruikt wordt. Vaak vervult de sjoel ook de rol van een beet midrasj.
In een beet midrasj kan een jesjiva en/of kollel gevestigd zijn. De term kan ook een alternatieve benaming voor jesjiva zijn.
De hoofdvestiging van een chassidische beweging wordt meestal bijvoorbeeld, in het geval van Satmar, (Asjkenazische uitspraak) beis hamidrash haĝadol deChassidei Satmar ("Grote Leerhuis van de Chassidim van Satmar") genoemd, wanneer het bijvoorbeeld om de hoofdvestiging van Satmar gaat. Het voorvoegsel "de" is Aramees.
Verreweg de meeste charedische synagogen doen tevens dienst als beet midrasj. Een groot deel van het sociale leven van charedische mannen speelt zich af in de batee midrasj (meervoud).
In Nederland wordt de term beet midrasj ook wel gebruikt voor een plek waar regelmatig wordt geleerd. Dit is echter niet de traditionele betekenis van het woord: een beet midrasj is traditioneel een synagoge die tevens de belangrijke functie als leerzaal heeft. Een beet midrasj is 7 dagen per week open, in joodse centra (zoals in orthodoxe wijken van Jeruzalem) vaak ook 's nachts.